# Partecipanti alla Vuelta a España 2006
Elenco dei partecipanti alla Vuelta a España 2006.
Alla competizione presero parte 21 squadre, ognuna di esse era composta da 9 corridori, per un totale di 189 ciclisti.

## Corridori per squadra
Nota: R ritirato, NP non partito, FT fuori tempo massimo
| Rabobank                         | Rabobank                         | Rabobank                         | Discovery Channel Pro Cycling Team | Discovery Channel Pro Cycling Team | Discovery Channel Pro Cycling Team | Team Milram            | Team Milram                 | Team Milram            |
| -------------------------------- | -------------------------------- | -------------------------------- | ---------------------------------- | ---------------------------------- | ---------------------------------- | ---------------------- | --------------------------- | ---------------------- |
| 1                                | Denis Men'šov                    | NP 11ª                           | 71                                 | Michael Barry                      | 77º                                | 141                    | Alessandro Petacchi         | NP 16ª                 |
| 2                                | Mauricio Ardila                  | 67º                              | 72                                 | Manuel Beltrán                     | 9º                                 | 142                    | Erik Zabel                  | 62º                    |
| 3                                | Theo Eltink                      | 24º                              | 73                                 | Janez Brajkovič                    | 30º                                | 143                    | Daniel Becke                | R 18ª                  |
| 4                                | William Walker                   | 112º                             | 74                                 | Tom Danielson                      | 6º                                 | 144                    | Enrico Poitschke            | 133º                   |
| 5                                | Pedro Horrillo                   | 106º                             | 75                                 | Stijn Devolder                     | 11º                                | 145                    | Volodymyr Djudja            | NP 6ª                  |
| 6                                | Michael Boogerd                  | NP 16ª                           | 76                                 | Vladimir Gusev                     | 23º                                | 146                    | Alberto Ongarato            | 131º                   |
| 7                                | Grischa Niermann                 | 72º                              | 77                                 | Benoît Joachim                     | 66º                                | 147                    | Fabio Sacchi                | 96º                    |
| 8                                | Michael Rasmussen                | R 17ª                            | 78                                 | Egoi Martínez                      | 12º                                | 148                    | Sebastian Siedler           | 127º                   |
| 9                                | Pieter Weening                   | 61º                              | 79                                 | Jurgen Van Goolen                  | 39º                                | 149                    | Marco Velo                  | 118º                   |
| Team CSC                         | Team CSC                         | Team CSC                         | Davitamon-Lotto                    | Davitamon-Lotto                    | Davitamon-Lotto                    | Phonak Hearing Systems | Phonak Hearing Systems      | Phonak Hearing Systems |
| 11                               | Carlos Sastre                    | 4º                               | 81                                 | Olivier Kaisen                     | 110º                               | 151                    | Miguel Á. Martín Perdiguero | R 5ª                   |
| 12                               | Kurt-Asle Arvesen                | 46º                              | 82                                 | Robbie McEwen                      | FT 5ª                              | 152                    | Aurélien Clerc              | 114º                   |
| 13                               | Lars Ytting Bak                  | 21º                              | 83                                 | Pieter Mertens                     | 75º                                | 153                    | Luis Fernández Oliveira     | 90º                    |
| 14                               | Fabian Cancellara                | NP 16ª                           | 84                                 | Fred Rodriguez                     | 109º                               | 154                    | Ryder Hesjedal              | R 17ª                  |
| 15                               | Íñigo Cuesta                     | 27º                              | 85                                 | Wim De Vocht                       | R 9ª                               | 155                    | Nicolas Jalabert            | R 9ª                   |
| 16                               | Marcus Ljungqvist                | 53º                              | 86                                 | Bart Dockx                         | R 17ª                              | 156                    | Steve Morabito              | 84º                    |
| 17                               | Stuart O'Grady                   | 65º                              | 87                                 | Christopher Horner                 | 20º                                | 157                    | Uroš Murn                   | 113º                   |
| 18                               | Volodymyr Hustov                 | 54º                              | 88                                 | Josep Jufré                        | R 8ª                               | 158                    | Florian Stalder             | 73º                    |
| 19                               | Nicki Sørensen                   | 28º                              | 89                                 | Björn Leukemans                    | 93º                                | 159                    | Steve Zampieri              | R 7ª                   |
| AG2R Prévoyance                  | AG2R Prévoyance                  | AG2R Prévoyance                  | Euskaltel-Euskadi                  | Euskaltel-Euskadi                  | Euskaltel-Euskadi                  | Quick Step-Innergetic  | Quick Step-Innergetic       | Quick Step-Innergetic  |
| 21                               | Cyril Dessel                     | NP 16ª                           | 91                                 | Samuel Sánchez                     | 7º                                 | 161                    | Paolo Bettini               | NP 18ª                 |
| 22                               | José Luis Arrieta                | 44º                              | 92                                 | Haimar Zubeldia                    | 34º                                | 162                    | Davide Viganò               | 117º                   |
| 23                               | Mikel Astarloza                  | 56º                              | 93                                 | Iban Mayo                          | 35º                                | 163                    | Kevin Van Impe              | 129º                   |
| 24                               | Iñigo Chaurreau                  | 26º                              | 94                                 | Igor Antón                         | 15º                                | 164                    | Matteo Tosatto              | R 17ª                  |
| 25                               | Hubert Dupont                    | 40º                              | 95                                 | Markel Irizar                      | 94º                                | 165                    | Sébastien Rosseler          | 116º                   |
| 26                               | Stéphane Goubert                 | 29º                              | 96                                 | Iñaki Isasi                        | R 9ª                               | 166                    | Kevin Hulsmans              | 95º                    |
| 27                               | David Navas                      | 126º                             | 97                                 | Iñigo Landaluze                    | 60º                                | 167                    | José Antonio Garrido        | 59º                    |
| 28                               | Jean-Patrick Nazon               | 105º                             | 98                                 | Aketza Peña                        | 52º                                | 168                    | Addy Engels                 | 124º                   |
| 29                               | Aljaksandr Usaŭ                  | 89º                              | 99                                 | Rubén Pérez                        | 69º                                | 169                    | Kevin De Weert              | 74º                    |
| Bouygues Télécom                 | Bouygues Télécom                 | Bouygues Télécom                 | Française des Jeux                 | Française des Jeux                 | Française des Jeux                 | Relax-GAM              | Relax-GAM                   | Relax-GAM              |
| 31                               | Walter Bénéteau                  | 83º                              | 101                                | Jérémy Roy                         | 122º                               | 171                    | Nacor Burgos                | R 16ª                  |
| 32                               | Mathieu Claude                   | R 9ª                             | 102                                | Fabien Patanchon                   | 128º                               | 172                    | Mario De Sárraga            | 102º                   |
| 33                               | Pierre Drancourt                 | 108º                             | 103                                | Ian Mcleod                         | 99º                                | 173                    | José Miguel Elías           | 25º                    |
| 34                               | Xavier Florencio                 | NP 16ª                           | 104                                | Eric Leblacher                     | 33º                                | 174                    | Raúl García de Mateos       | 51º                    |
| 35                               | Anthony Geslin                   | R 16ª                            | 105                                | Sébastien Joly                     | 68º                                | 175                    | Jorge García                | 87º                    |
| 36                               | Christophe Kern                  | R 11ª                            | 106                                | Frédéric Finot                     | FT 16ª                             | 176                    | David George                | 70º                    |
| 37                               | Rony Martias                     | R 10ª                            | 107                                | Bernhard Eisel                     | NP 16ª                             | 177                    | Daniel Moreno               | 36º                    |
| 38                               | Jérôme Pineau                    | R 11ª                            | 108                                | Christophe Detilloux               | FT 5ª                              | 178                    | Jesús Hernández             | R 16ª                  |
| 39                               | Franck Renier                    | 121º                             | 109                                | Freddy Bichot                      | FT 5ª                              | 179                    | Ángel Vallejo               | 58º                    |
| Crédit Agricole                  | Crédit Agricole                  | Crédit Agricole                  | Team Gerolsteiner                  | Team Gerolsteiner                  | Team Gerolsteiner                  | Saunier Duval-Prodir   | Saunier Duval-Prodir        | Saunier Duval-Prodir   |
| 41                               | László Bodrogi                   | 76º                              | 111                                | Davide Rebellin                    | NP 15ª                             | 181                    | José Alberto Benítez        | 101º                   |
| 42                               | Pietro Caucchioli                | 37º                              | 112                                | Robert Förster                     | 130º                               | 182                    | José Á. Gómez Marchante     | 5º                     |
| 43                               | Anthony Charteau                 | R 10ª                            | 113                                | Markus Fothen                      | R 12ª                              | 183                    | David Millar                | 64º                    |
| 44                               | Dmitrij Fofonov                  | 32º                              | 114                                | René Haselbacher                   | NP 16ª                             | 184                    | David Cañada                | 88º                    |
| 45                               | Thor Hushovd                     | 82º                              | 115                                | Heinrich Haussler                  | 92º                                | 185                    | Juan José Cobo              | R 9ª                   |
| 46                               | Mads Kaggestad                   | 132º                             | 116                                | Torsten Hiekmann                   | 57º                                | 186                    | Leonardo Piepoli            | 13º                    |
| 47                               | Cyril Lemoine                    | 134º                             | 117                                | Andrea Moletta                     | R 12ª                              | 187                    | David de la Fuente          | 71º                    |
| 48                               | Mark Renshaw                     | R 16ª                            | 118                                | Sven Montgomery                    | R 12ª                              | 188                    | Ángel Gómez                 | R 12ª                  |
| 49                               | Benoît Poilvet                   | 55º                              | 119                                | Marcel Strauss                     | R 10ª                              | 189                    | Francisco Ventoso           | 78º                    |
| Caisse d'Epargne-Illes Balears   | Caisse d'Epargne-Illes Balears   | Caisse d'Epargne-Illes Balears   | Lampre-Fondital                    | Lampre-Fondital                    | Lampre-Fondital                    | T-Mobile Team          | T-Mobile Team               | T-Mobile Team          |
| 51                               | Alejandro Valverde               | 2º                               | 121                                | Matteo Carrara                     | NP 20ª                             | 191                    | Lorenzo Bernucci            | NP 13ª                 |
| 52                               | Óscar Pereiro                    | 49º                              | 122                                | Claudio Corioni                    | 107º                               | 192                    | Scott Davis                 | 91º                    |
| 53                               | David Arroyo                     | 19º                              | 123                                | Enrico Franzoi                     | 97º                                | 193                    | Bastiaan Giling             | 125º                   |
| 54                               | José Vicente García              | 104º                             | 124                                | David Loosli                       | 63º                                | 194                    | André Greipel               | R 9ª                   |
| 55                               | Joan Horrach                     | 79º                              | 125                                | Marco Marzano                      | R 8ª                               | 195                    | Bernhard Kohl               | R 9ª                   |
| 56                               | Vladimir Karpec                  | 8º                               | 126                                | Ruggero Marzoli                    | NP 15ª                             | 196                    | André Korff                 | NP 5ª                  |
| 57                               | Pablo Lastras                    | 48º                              | 127                                | Danilo Napolitano                  | R 16ª                              | 197                    | Daniele Nardello            | 50º                    |
| 58                               | Joaquim Rodríguez                | 17º                              | 128                                | Evgenij Petrov                     | 18º                                | 198                    | Stephan Schreck             | 81º                    |
| 59                               | Xabier Zandio                    | 22º                              | 129                                | Sylwester Szmyd                    | 14º                                | 199                    | Thomas Ziegler              | R 9ª                   |
| Cofidis, le Credit par Telephone | Cofidis, le Credit par Telephone | Cofidis, le Credit par Telephone | Liquigas                           | Liquigas                           | Liquigas                           | Astana-Würth Team      | Astana-Würth Team           | Astana-Würth Team      |
| 61                               | Frédéric Bessy                   | 41º                              | 131                                | Danilo Di Luca                     | R 18ª                              | 201                    | Aleksandr Vinokurov         | 1º                     |
| 62                               | Leonardo Duque                   | 80º                              | 132                                | Dario Andriotto                    | 115º                               | 202                    | Carlos Barredo              | 42º                    |
| 63                               | Bingen Fernández                 | 85º                              | 133                                | Magnus Bäckstedt                   | 111º                               | 203                    | Asan Bazaev                 | 98º                    |
| 64                               | Geoffroy Lequatre                | 103º                             | 134                                | Kjell Carlström                    | 120º                               | 204                    | José Antonio Redondo        | 47º                    |
| 65                               | Thierry Marichal                 | 45º                              | 135                                | Dario David Cioni                  | 38º                                | 205                    | Andrej Kašečkin             | 3º                     |
| 66                               | Sébastien Minard                 | 43º                              | 136                                | Francesco Failli                   | 123º                               | 206                    | Aaron Kemps                 | 119º                   |
| 67                               | Hervé Duclos-Lassalle            | R 11ª                            | 137                                | Alessandro Spezialetti             | 100º                               | 207                    | Sérgio Paulinho             | 16º                    |
| 68                               | Luis Pérez Rodríguez             | 10º                              | 138                                | Charles Wegelius                   | R 5ª                               | 208                    | Luis León Sánchez           | R 11ª                  |
| 69                               | Staf Scheirlinckx                | 86º                              | 139                                | Luca Paolini                       | NP 16ª                             | 209                    | Sergej Jakovlev             | 31º                    |

## Ciclisti per nazione
Le nazionalità rappresentate nella manifestazione sono 27; in tabella il numero dei ciclisti suddivisi per la propria nazione di appartenenza:
| Numero ciclisti | Nazione                                                               |
| --------------- | --------------------------------------------------------------------- |
| 51              | Spagna                                                                |
| 27              | Francia                                                               |
| 25              | Italia                                                                |
| 14              | Belgio                                                                |
| 13              | Germania                                                              |
| 7               | Svizzera                                                              |
| 6               | Australia                                                             |
| 5               | Kazakistan, Paesi Bassi                                               |
| 4               | Russia                                                                |
| 3               | Austria, Danimarca, Norvegia, Stati Uniti                             |
| 2               | Canada, Colombia, Gran Bretagna, Slovenia, Sudafrica, Svezia, Ucraina |
| 1               | Bielorussia, Finlandia, Lussemburgo, Portogallo, Polonia, Ungheria    |